# Kurajdan
Kurajdan (arab. كريدان) – wieś w Syrii, w muhafazie Aleppo, w dystrykcie Ajn al-Arab. W 2004 roku liczyła 668 mieszkańców.